# Ytterby
 For alternative betydninger, se Ytterby grube.
Ytterby er en by i Sverige, i Bohuslen i Västra Götalands län.
I yngre jernalder, efter at Ytterby havde været en stormandsgård, overtog den norske kongemagt egnen omkring Nordre älv og inden de flyttede til Konghelle sad repræsentanter i et par hundrede år i Ytterby, så når de norske vikinger Olav Tryggvason, Olav den Hellige og Harald Hårderåde boede i dette område holdt de hof i kongsgården Ytterby som de selv kaldte "Konghelle" (svensk: Kungahälla) efter Bohuslens næststørste gravfelt "Hälla" som lå ovenfor kongsgården.